# 龙井镇
龙井镇，是中华人民共和国贵州省遵义市仁怀市下辖的一个乡镇级行政单位。
2015年12月8日，贵州省人民政府批复同意仁怀市部分乡镇行政区划调整，同意撤销龙井乡，设置龙井镇，撤乡设镇后行政区域和政府驻地不变。

## 行政区划
龙井镇下辖以下地区：
福泉村、大鹿村、坛厂村、华阳村、复兴村、同联村和立英村。